# Bombus flavifrons
Bombus flavifrons (saknar svenskt namn) är en insekt i överfamiljen bin (Apoidea) och släktet humlor (Bombus) som finns i Nordamerika.

## Beskrivning
Bombus flavifrons är en robust, långtungad humla; drottningarna har en längd mellan 16 och 18 mm, hanarna är mellan 10 och 14 mm, och arbetarna har en längd mellan 10 och 13 mm.
Pälsen består av grova, svarta och gula hår: Huvudet är gult med en del svarta hår, mellankroppen är blandat svart och gul, de två främsta tergiterna på bakkroppen gula på sidorna, och ofta även upptill, den tredje tergiten svart, ibland delvis med en gul tvärrand, och den bakre delen av bakkroppen övervägande svart. Det finns färgvarieteter: Vissa honor kan ha rödaktig päls på bakkroppssegment 3 och 4, medan den mörkare formen B. flavifrons dimidiatus kan ha de tre främre bakkroppssegmenten, och även det femte helt gula. 

## Ekologi
Bombus flavifrons samlar nektar och pollen från ett flertal växtfamiljer, främst från familjerna korgblommiga växter (som tistlar), kransblommiga växter (bland annat myntor), ärtväxter och stenbräckeväxter.
Habitatet utgörs av prärie, bergsängar samt längst i norr tajga och tundra. I bergen kan den nå upp till 2 700 m.
De övervintrande drottningarna kommer fram i slutet av mars och bygger ett bo, ofta underjordiskt i något övergivet musbo. Boet kan övertas av snylthumlan Bombus insularis. De första arbetarna kommer fram drygt en månad senare. När hanarna kommer fram i slutet på maj lämnar de boet direkt, medan de nybildade drottningarna stannar kvar ett tag och hjälper till med födoinsamling och att ruva äggen. Hanarna är patrullerare, de flyger i bestämda banor där de avsätter feromoner på objekt i terrängen för att locka till sig parningsvilliga ungdrottningar. I slutet av augusti dör kolonin ut, utom de nya drottningarna som övervintrar i små celler nere i jorden.

## Utbredning
Bombus flavifrons är vanlig i västra Nordamerika Kalifornien, New Mexico och Utah över Washington (delstat), Idaho och Montana i USA  till nordvästra Kanada österut till Hudson Bay samt tajga- och tundraområdena i Alaska.
Den mörkare formen, Bombus flavifrons dimidiatus, finns i den västra delen av utbredningsområdet, medan den ljusare formen, Bombus flavifrons flavifrons, finns i den östra.

## Taxonomi
Medan de flesta auktoriteter betraktar Bombus flavifrons som en sann art, listar Global Biodiversity Information Facility (GBIF) den som en synonym till Bombus vosnesenskii.

### Bokkälla
- Paul H. Williams, Robbin W. Thorp, Leif L. Richardson & Sheila R. Colla (2014) (på engelska) (PDF, 38 MB). Bumble Bees of North America. Princeton University Press. https://www.softouch.on.ca/kb/data/Bumble%20Bees%20of%20North%20America.pdf.